# امپراتریس کومیو
امپراتریس کومیو (به ژاپنی: 光明皇后)؛ ۷۰۱ – ۲۳ ژوئیه ۷۶۰) همسر امپراتور شومو و دختر فوجیوارا نو فوهیتو، خوشنویس اهل ژاپن بود.

## زندگی

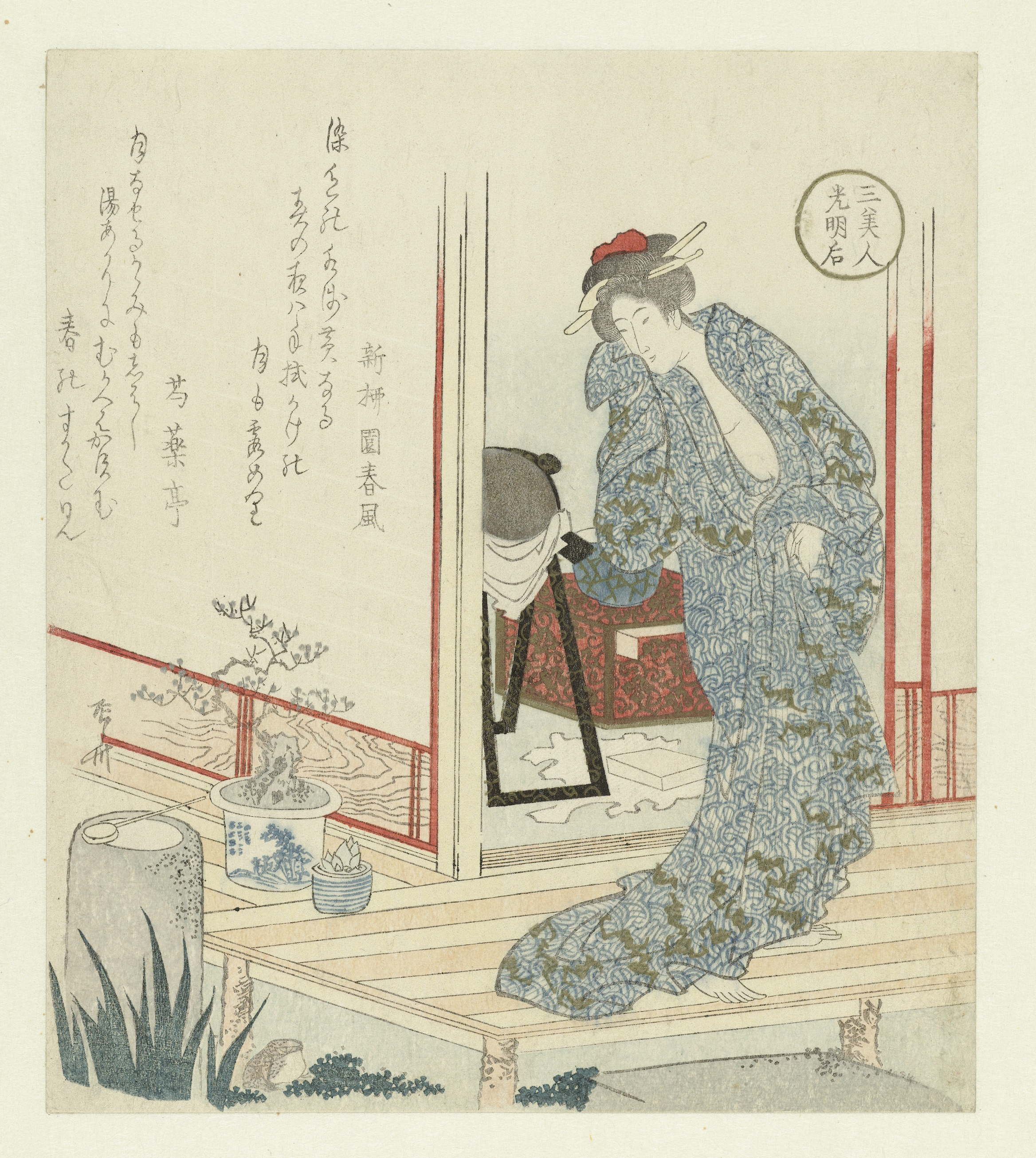
امپراتور کومیو به تصویر کشیده شده توسط ریوریوکیو شینسای

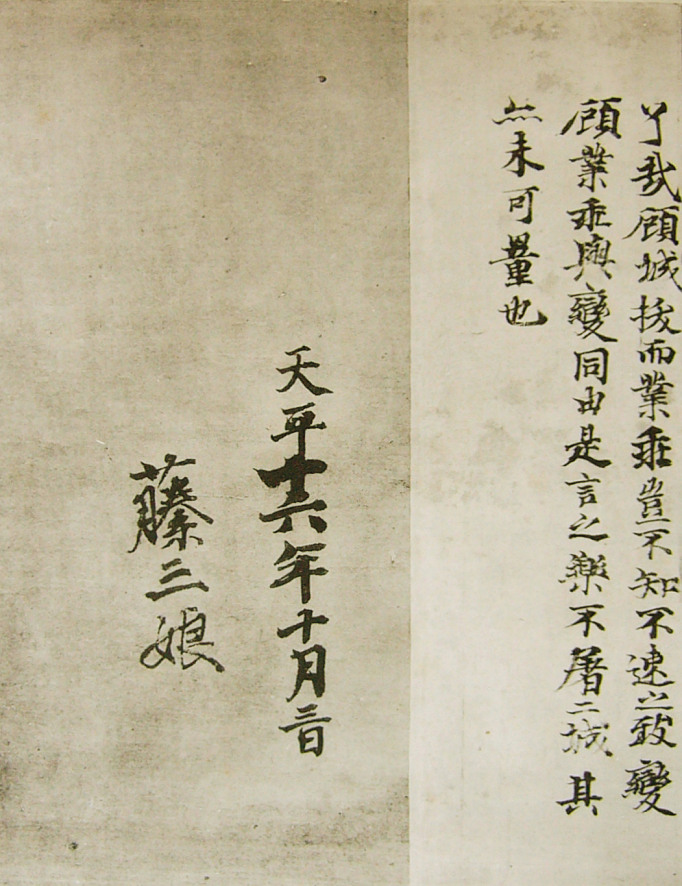
نمونه‌ای از خط امپراتور کومیو و امضای خودنویس او - Gakki-ron (حدود ۷۵۶).

عضوی از خاندان فوجیوارا، پدرش فوجیوارا نو فوهیتو و مادرش آگاتا نو انوکای نو میچیو (県犬養三千代) بود. او در طول زندگی‌اش با نام‌های آتسوکابه هیمه (安宿媛)، کومیوشی (光明子) و توسانجو (藤三娘)، (به معنای واقعی کلمه سومین دختر فوجی‌وارا) نیز شناخته می‌شد.
در سال ۷۱۶، کومیو با امپراتور آینده شومو زمانی که هنوز او ولیعهد بود ازدواج کرد. دو سال بعد، او دخترش، «شاهدخت آبه» را به دنیا آورد، که بعداً به عنوان امپراتریس کوکن (چهل و ششمین و چهل و هشتمین امپراتور ژاپن) حکومت کرد. پسر او در سال ۷۲۷ به دنیا آمد و به زودی به عنوان ولیعهد نام گرفت، اما در کودکی درگذشت. شایعاتی منتشر شد مبنی بر اینکه شاهزاده ناگایا شاهزاده شیرخوار را با استفاده از جادوی سیاه نفرین کرد و ناگایا در پاسخ به آن در حادثه شاهزاده ناگایا مجبور به خودکشی شد.
کومیو در سال ۷۲۹ ملکه همسر یا کوگو نامیده شد، موقعیتی که فرزندان او را به عنوان وارث تاج و تخت در اولویت قرار می‌داد. یک دفتر فوق رمزی برای همسر ملکه، «کوگو گوشیکی» ایجاد شد. این نوآوری بوروکراتیک تا دوره هی‌آن ادامه یافت. او به تنهایی یک شخصیت سیاسی با نفوذ بود و به تعادل تنش بین گروه‌های وابسته به خاندان فوجیوارا و غیر فوجیوارا در دربار کمک کرد.
او در هورنجی-چو استان نارا در مقبره ساهویاما نو هیگاشی نو میساساگی 佐保山東陵 در نزدیکی امپراتور شومو در مقبره جنوبی به خاک سپرده شده است.

## ایمان بودایی
کومیو در محیطی با نفوذ بودایی بزرگ شد. پدر او یک شخصیت کلیدی در توسعه کوفوکو-جی بود. به نظر می‌رسد که مادرش یک بودایی مؤمن بوده است و در سال ۷۲۱ وارد فرقه بودایی شده است. عموی او، جو، راهبی بود که برای تحصیل به چین سفر کرد.
ایمان خود کومیو در گزارش تاریخی سال ۷۲۷ ظاهر می‌شود، زمانی که او شروع به کپی سوتراها برای تولد ایمن پسرش کرد. او احتمالاً فعال‌ترین حامی کپی‌برداری سوترا در قرن هشتم بود، و ابتدا یک دفتر خانه پرکار که ابتدا به خانواده‌اش فوجیوارا گره خورده بود و سپس به تودای‌جی متصل می‌شد، را اداره می‌کرد. او حامی اصلی سیستم کوکوبونجی بود که خواستار ساخت جفت دیر و صومعه شد. هر استان او همچنین از موسسات خیریه مانند داروخانه‌ها و پناهگاه‌های نیازمندان حمایت مالی کرد.
این تلاش‌های خیریه از مفاهیم بودایی دربارهٔ شفقت و رفتار بوداسف الهام گرفته شده است. او احکام بودیساتوا را با شوهرش در سال ۷۵۴ دریافت کرد.

## میراث
مصنوعات مرتبط با کومیو و شومو از جمله گنجینه‌هایی هستند که در شوسواین نگهداری می‌شوند. چهار شعر او در گلچین امپراتوری مانیوشو آمده است. کومیو به عنوان یکی از پیروان بودیسم، ساخت و غنی سازی معابد را تشویق کرد، از جمله شینیاکوشی-جی (نارا)، هوککه-جی (نارا)، کوفوکو-جی (نارا)، و تودای‌جی (نارا).
در دوره قرون وسطی، کومیو به یک موضوع پرستش تبدیل شد و افسانه‌های متعددی در مورد او منتشر شد. او به عنوان یک بودیساتوا در شکل انسانی و محافظ راهبه‌ها دیده می‌شد. او به ویژه در معبد هوککه-جی اهمیت داشت، جایی که زائران برای دیدن تصویری از گوان یین که گفته می‌شود شبیه او است، به آن سفر می‌کردند. یک داستان به خصوص معروف، غسل دادن جذامی را توصیف او می‌کند که معلوم شد، بودایی در لباس مبدل بود. همچنین گفته می‌شود که او معابد متعددی را تأسیس کرده است. او نمادی از زن ایده‌آل بودایی در دوره مدرن باقی ماند و امروزه نیز در هوککه-جی مورد احترام قرار می‌گیرد.
در حالی که بیشتر داستان‌ها مثبت بودند، برخی از نویسندگان قرون وسطایی و اوایل مدرن از او انتقاد کردند. کوکان شیرن فکر می‌کرد که داستان غسل دادن یک جذامی برای یک زن دارای همسر رفتار نامناسبی است. در داستانی دیگر، گفته می‌شود که او دروازه‌های تودایجی را که از آنجائیکه می‌خواست به عنوان یک زن وارد شود، شکست و به خاطر این کار در جهنم فرورفت.
ایستگاه کومیوکه در جنوب استان اوساکا نام خود را از دریاچه مصنوعی نزدیک به نام ملکه کومیو گرفته است. این نام از ارتباط فرضی با زادگاه ملکه در ولایت ایزومی آمده است.